# Gordon Herbert
Gordon Walter Herbert (Penticton, 16 febbraio 1959) è un allenatore di pallacanestro ed ex cestista canadese con cittadinanza finlandese, commissario tecnico della Germania, con la quale si è laureato campione del mondo nel 2023.

## Palmarès

### Giocatore
- Campionato americano

 Brasile 1984

### Allenatore

#### Club
- Campionato tedesco: 2

Skyliners Francoforte: 2003-2004
Bayern Monaco: 2024-2025
- Coppa di Francia: 1

Pau-Orthez: 2007
- FIBA Europe Cup: 1

Skyliners Francoforte: 2015-2016

#### Nazionale
- Mondiali:

 Cina 2023
- Europei:

 Germania 2022

#### Individuale
- Allenatore dell'anno campionato austriaco: 1

1999-00
- Basketball-Bundesliga Allenatore dell'anno: 1

Skyliners Francoforte: 2015-16